# Breitbart News
Breitbart News Network (Breitbart News, Breitbart або Breitbart.com) — американський вебсайт, який публікує новини, аналітику та коментарі. Заснований в 2007 році консервативним коментатором і підприємцем Ендрю Брайтбартом.
Штаб-квартира видання розташовується в Лос-Анджелесі. Також бюро знаходяться в Техасі, Лондоні і Єрусалимі.

## Популярність
Згідно зі звітом Alexa.com, в травні 2020 року Breitbart News займав 56-е місце по трафіку серед усіх сайтів США, та 271 у світі.